# Gradonatchalnik

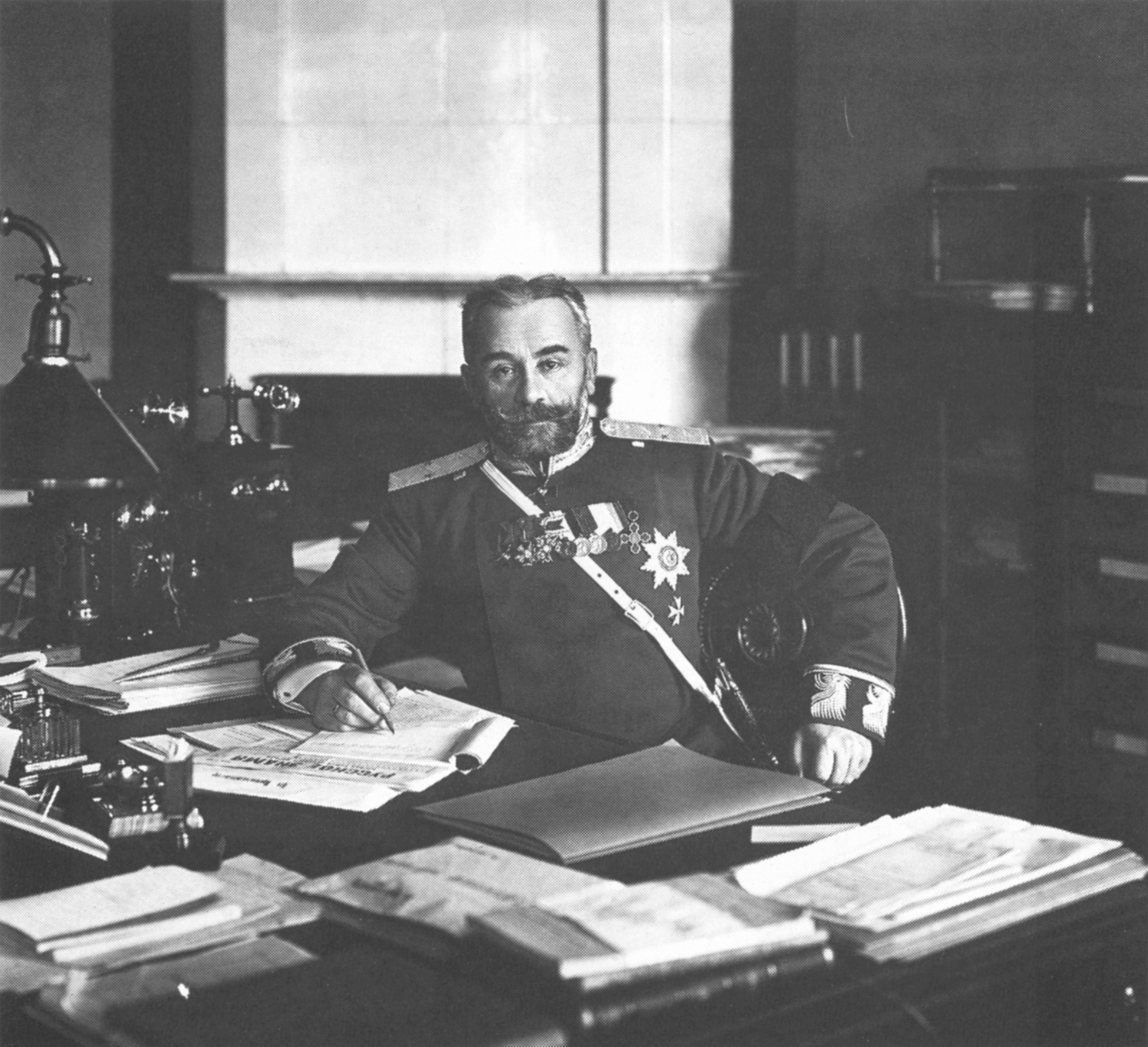
Vladimir von der Launitz (1855-1906), gouverneur de Saint-Pétersbourg, 1906.

Le gradonatchalnik est, dans l'Empire russe au XIXe siècle et au début du XXe siècle, le fonctionnaire qui régit l'administration de la police et de la sécurité d'une ville disposant d'une certaine autonomie par rapport à la région de rattachement. C'était par exemple le cas pour Saint-Pétersbourg, Moscou, Odessa, Sébastopol, Kertch-Yenikale (ru), Nikolaïev, Taganrog, etc.,. 